# Мещерский (лунный кратер)
Кратер Мещерский (лат. Meshcherskiy) — большой древний ударный кратер в экваториальной области обратной стороны Луны. Название присвоено в честь русского и советского учёного-механика Ивана Всеволодовича Мещерского (1859—1935) и утверждено Международным астрономическим союзом в 1970 г. Образование кратера относится к нектарскому периоду.

## Описание кратера

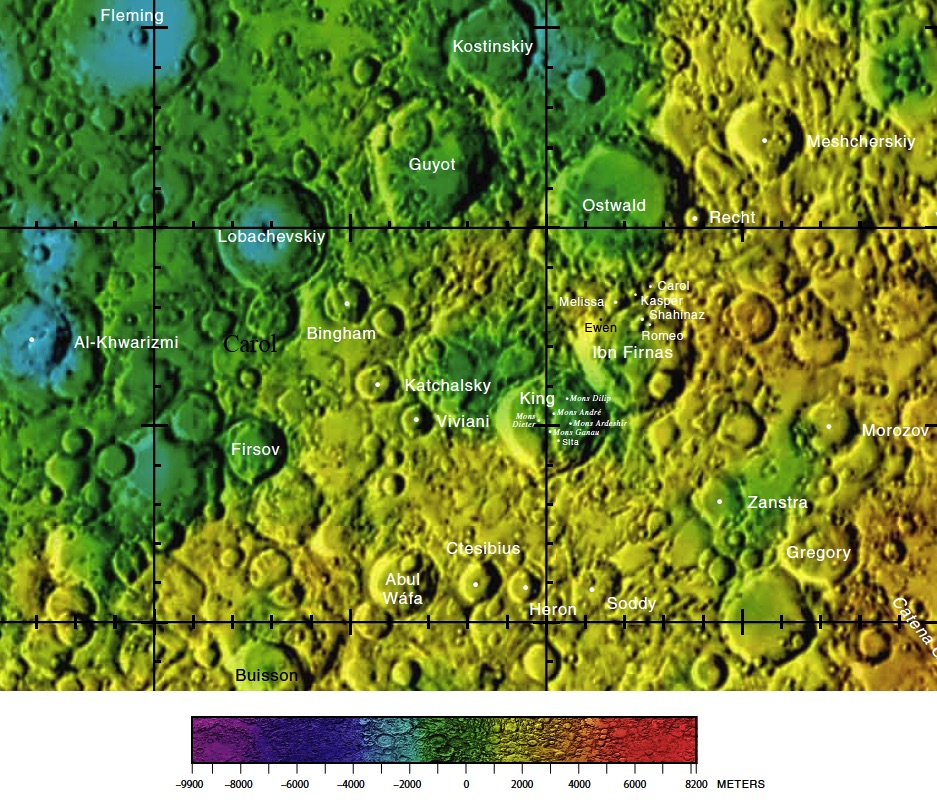
Окрестности кратера Мещерский. Фрагмент карты обратной стороны Луны.

Ближайшими соседями кратера Мещерский являются кратер Костинский на западе-северо-западе; кратер Гаврилов на северо-востоке; кратер Ветчинкин на востоке-юго-востоке; кратер Рехт на юго-западе и кратер Оствальд на западе-юго-западе. Селенографические координаты центра кратера 12°07′ с. ш. 125°32′ в. д. / 12,11° с. ш. 125,53° в. д., диаметр 65,9 км, глубина 2,7 км.
Кратер Мещерский имеет циркулярную форму и значительно разрушен. Вал сглажен и отмечен множеством мелких кратеров. высота вала над окружающей местностью достигает 1250 м, объем кратера составляет приблизительно 3700 км³.  Дно чаши сравнительно ровное в западной части и пересеченное, отмеченное останками множества небольших кратеров в восточной части. В южной части чаши расположено скопление мелких кратеров и небольшая область с низким альбедо.

## Сателлитные кратеры

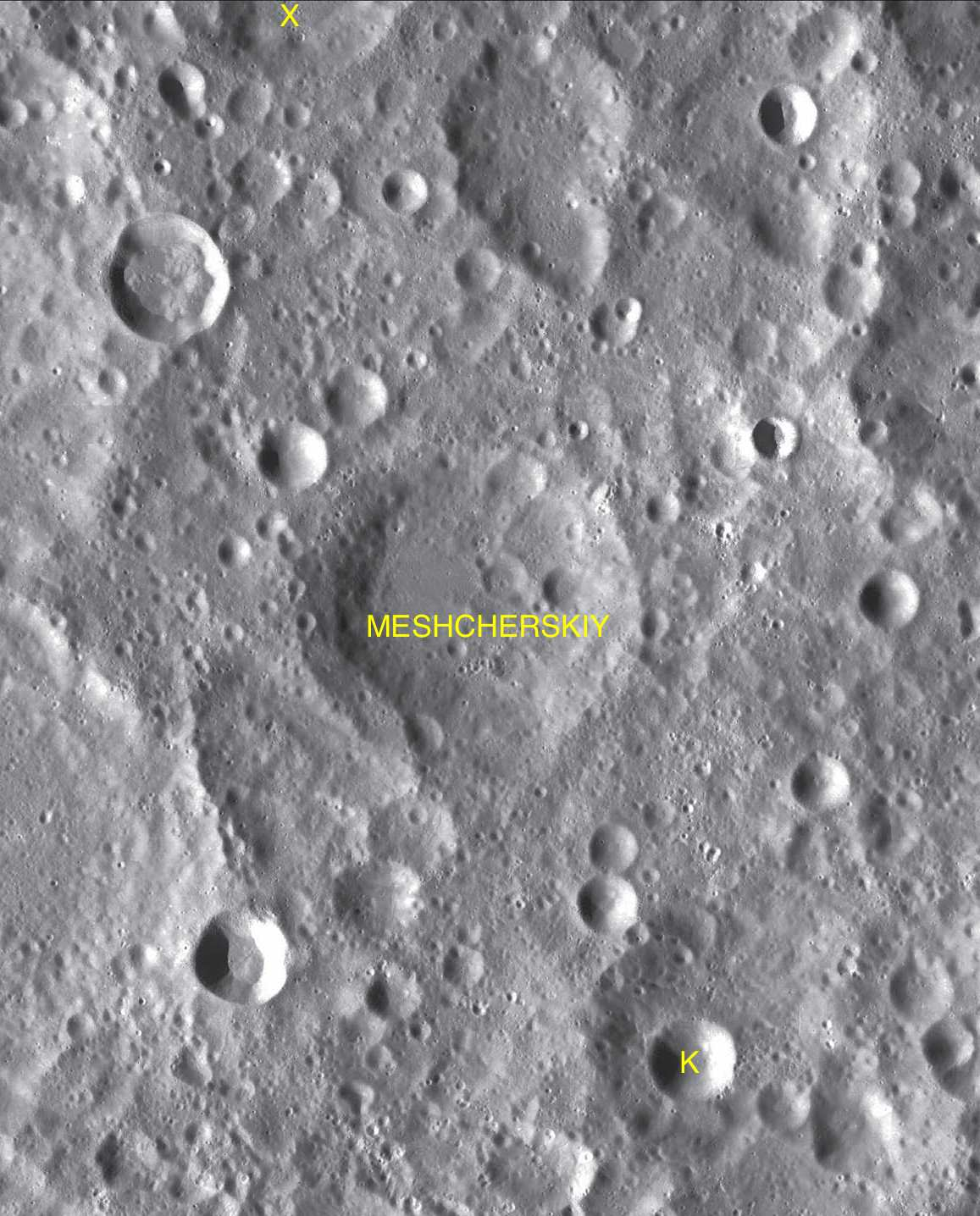
Фрагмент карты LAC-65.

| Мещерский | Координаты                                              | Диаметр, км |
| --------- | ------------------------------------------------------- | ----------- |
| K         | 9°04′ с. ш. 127°01′ в. д. / 9,07° с. ш. 127,01° в. д.   | 17,6        |
| X         | 16°09′ с. ш. 124°22′ в. д. / 16,15° с. ш. 124,36° в. д. | 40,1        |

## См.также
- Список кратеров на Луне
- Лунный кратер
- Морфологический каталог кратеров Луны
- Планетная номенклатура
- Селенография
- Минералогия Луны
- Геология Луны
- Поздняя тяжёлая бомбардировка